# I Pity the Poor Immigrant
I Pity the Poor Immigrant – piosenka skomponowana przez Boba Dylana, nagrana przez niego w listopadzie 1967 i wydana na albumie John Wesley Harding.

## Historia i charakter utworu
Piosenka została nagrana na drugiej sesji do albumu, 6 listopada, w Columbia Music Row Studios w Nashville w stanie Tennessee. Podczas tej sesji nagrano także "All Along the Watchtower", "John Wesley Harding", "As I Went Out One Morning" i "I Am a Lonesome Hobo".
"I Pity the Poor Immigrant" jest tematycznie powiązana z "I Am a Lonesome Hobo" i "Drifter’s Escape". Wszystkie te trzy utwory poświęcone są outsiderom. Piosenka ta może być uważana za wręcz archetypiczną historię amerykańską, bo dotyczącą imigrantów. Jednak na głębszym poziomie portretuje zgnębioną osobę, która – paradoksalnie – nienawidzi życia ale boi się śmierci.
Piosenka ta ma liczne odniesienia do Starego Testamentu, może nawet liczniejsze niż w większości innych piosenek albumu. Dlatego też płyta John Wesley Harding jest uważana za pierwszy biblijny album rockowy. Pewne elementy tekstu powstały pod wpływem zwłaszcza z Księgi Kapłańskiej (26:19, 20, 26, 33, 38) oraz z Księgi Powtórzonego Prawa (28:23, 28, 36).  
Chociaż Dylan wykazuje sympatię dla bohatera ballady, to jednak cechuje go pewna ambiwalencja, gdyż właściwie cała piosenka zdaje się sugerować, a nawet przewidywać, coś złego. Z jednej strony bohater ma pragnienie stworzenia nowej, pozytywnej rzeczywistości w nowym, obcym kraju, ale to stoi jakby w sprzeczności z materialistycznymi elementami ludzkiej natury. Dylan obdarza go raczej negatywnymi cechami, nad którymi nie potrafi on zapanować: nadmiernym pożądaniem wszystkiego, hipokryzją i surowością.
Zapewne można się tu dopatrywać powiązań z ojcem Dylana jak i z jego menedżerem Albertem Grossmanem, którzy byli imigrantami ze wschodniej Europy.
Dylan napisał ten utwór w czasie jego odosobnienia w Woodstock, gdzie sielska atmosfera musiała narzucić pewną ostrość spojrzenia na życie w mieście.
Źródłem kompozycji Dylana mogą być takie utwory jak tradycyjna, piękna szkocka ballada "Come All Ye Tramps and Hawkers". Oliver Trager sugeruje, że pośrednikiem mogła być piosenka "Peter Amberley" Bonnie Dobson, także oparta na tej szkockiej balladzie. Również pewne podobieństwa zbliżają "I Pity the Poor Immigrant" do piosenki "Come, Me Little Son" Ewana MacColla.

## Muzycy
- Bob Dylan – gitara, harmonijka, wokal, pianino
- Charlie McCoy – gitara basowa
- Kenneth Buttrey – perkusja

## Dyskografia
- Hard Rain (film TV) 1976

## Koncerty, na których Dylan wykonywał utwór
- Dylan wykonywał tę piosenkę podczas Rolling Thunder Revue w duecie z Joan Baez (1976)

## Wersje innych artystów
- Joan Baez – Any Day Now (1968); Hits/Greatest and Others (1973); Vanguard Sessions: Baez Sings Dylan (1998)
- Judy Collins – Who Knows Where the Time Goes (1968); Both Sides Now (1971)
- Richie Havens – Richard P. Havens (1969)
- Planxty – Words and Music (1983)
- Jimmy Riley – 20 Classic Hits (1993)
- Gene Clark – Flying High (1998)
- Michael Moore – Jewels and Binoculars (2000)